# Rothonay
Rothonay ist eine französische Gemeinde im Département Jura in der Region Bourgogne-Franche-Comté. Sie gehört zum Arrondissement Lons-le-Saunier und zum Kanton Moirans-en-Montagne. 
Die Nachbargemeinden sind La Chailleuse im Norden, Reithouse im Nordosten, Beffia und Chavéria im Osten, Nancuise im Süden, Cressia und Pimorin im Westen sowie Augisey im Nordwesten.

## Weblinks

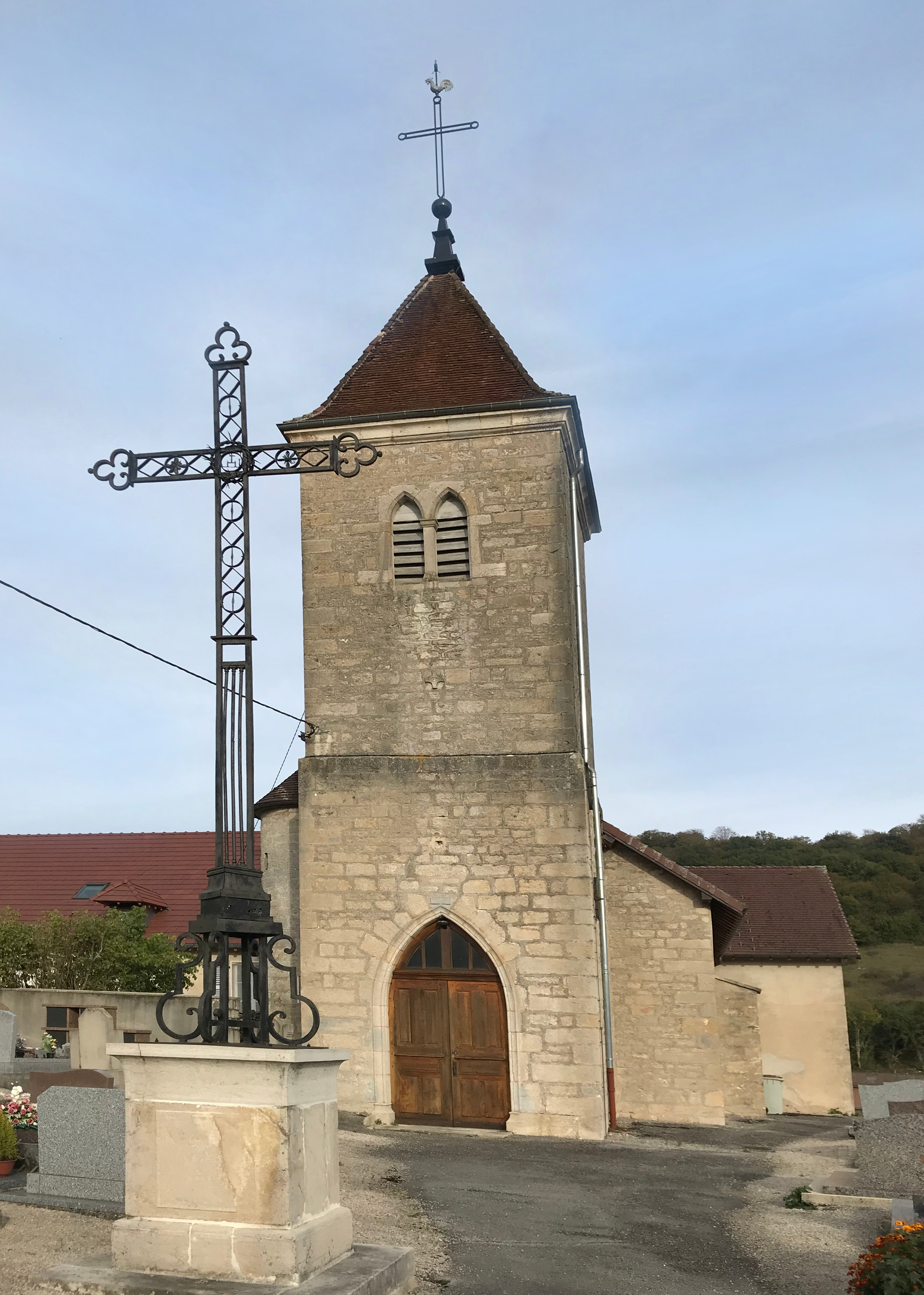
Kirche Saint-Martin

## Bevölkerungsentwicklung
| Jahr                       | 1962 | 1968 | 1975 | 1982 | 1990 | 1999 | 2008 | 2017 |
| Einwohner                  | 177  | 169  | 148  | 132  | 123  | 143  | 116  | 135  |
| Quellen: Cassini und INSEE |      |      |      |      |      |      |      |      |